# Jerzy Greszkiewicz
Jerzy Greszkiewicz, född 16 januari 1950 i Gdańsk, är en polsk före detta sportskytt.
Greszkiewicz blev olympisk bronsmedaljör i gevär vid sommarspelen 1976 i Montréal.